# Eugenia lateriflora
Eugenia lateriflora är en myrtenväxtart som beskrevs av Carl Ludwig von Willdenow. Eugenia lateriflora ingår i släktet Eugenia och familjen myrtenväxter. Inga underarter finns listade i Catalogue of Life.